# Kościół Bożego Ciała w Szprotawie
Kościół Bożego Ciała także kościół pw. Ciała Chrystusowego (niem. Corpus Christikirche) – kościół rzymskokatolicki, który znajdował się w Szprotawie. Zniszczony podczas II wojny światowej, ostatecznie rozebrany w latach 60. XX wieku.

## Historia
W 1516 roku namiestnik księstwa głogowskiego Jakob von Salza nakazał miastu Szprotawie oraz tutejszemu klasztorowi Magdalenek zawarcie porozumienia w sprawie lokalizacji budowy oraz prawa do patronatu nowej świątyni. Powstała pod koniec XVI w. świątynia została zniszczona w 1. połowie XVII wieku, w toku wojny trzydziestoletniej.
W 1628 roku szprotawski proboszcz Rathmann w imieniu klasztoru magdalenek poprosił naczelnika Księstwa Głogowskiego o odbudowę zburzonej świątyni z uwagi na cud, który wydarzył się przed 100 laty. Naczelnik Georg von Oppersdorf zawezwał do siebie radę miejską i nakłonił ją do odbudowy kościoła jak też przeznaczenia rocznego odpisu w wysokości 6 marek na ten cel.
W 1729 roku przeorysza klasztoru Lachhammer wraz z proboszczem Labe zwrócili się do rządcy królewskiego o ponaglenie władz Szprotawy w sprawie odbudowy, powołując się na ustalenia sprzed wieku oraz opisując całe cudowne zdarzenie.
5 października 1729 roku z inicjatywy klasztoru Magdalenek i na polecenie cesarza Karola VI Habsburga położono kamień węgielny pod budowę nowej świątyni. Odpowiedzialnością za budowę obarczono radę miejską. Pracami budowlanymi kierował architekt Martin Frantz. Prace budowlane zakończono w 1740, a konsekracja miała miejsce w 1748 roku, już po aneksji Śląska przez Prusy.
Do II wojny światowej w kościele odprawiano uroczyste msze w święto Bożego Ciała. Ponadto od połowy XIX w. obiekt służył jako kaplica dla urządzonego nieopodal cmentarza miejskiego. Do jego zniszczenia miały przyczynić się zacięte walki czerwonoarmistów z obrońcami wschodniej części miasta w 1945. Ruiny przetrwały do lat 60. XX wieku, po czym zostały rozebrane.

## Legenda
Z powstaniem kościoła wiąże się legenda, zgodnie z którą w 1558 roku ksiądz odprawiający mszę świętą w dniu Bożego Ciała zwątpił w możliwość przemiany chleba w Ciało Chrystusa. W tym momencie hostia trzymana przez kapłana uniosła się w górę i w świetlistej aureoli zaczęła płynąć w powietrzu. Przerażony ksiądz i uczestnicy mszy świętej poruszali się za nią aż do miejsca, w którym zatrzymała się w miejscu, a w którym obecnie zaczyna się ulica Warszawska. Ponieważ nikt nie mógł jej dosięgnąć, na miejsce wezwano przeoryszę szprotawskiego klasztoru Magdalenek Barbarę von Schönaich, znaną z wielkiej pobożności. Dopiero po jej modlitwie hostia obniżyła się, co umożliwiło jej pochwycenie i umieszczenie w tabernakulum. O północy zebrane w chórze zakonnym mniszki spostrzegły hostię na ołtarzu chóru; ponownie złożono ją w tabernakulum, jednak wciąż znajdowano ją w różnych miejscach w kościele. Wkrótce po tych wydarzeniach na pamiątkę cudu, w miejscu wskazanym przez hostię, nawróceni z luteranizmu mieszczanie postawili niewielki drewniany kościół pod wezwaniem Ciała Chrystusowego. Od tej pory w mieście nie dochodziło do walk religijnych, a w 1565 katolicy zawarli z protestantami ugodę, w wyniku której luteranie uzyskali prawo korzystania z kościoła katolickiego, jednakże bez prawa udzielania chrztów i ślubów.
Cud eucharystyczny został uwieczniony na obrazie, znajdującym się aktualnie w szprotawskim domu parafialnym. Wizerunek przedstawia trzy magdalenki modlące się do unoszącej się w powietrzu hostii.
W aktach miejskich pod datą 1507 roku znajduje się informacja o erekcji ołtarza Celebrowanego Ciała Chrystusa w Monstrancji, co może potwierdzać ów niezwykły przekaz.